# 山本新太郎
山本 新太郎（やまもと しんたろう、1877年 - 1918年10月4日）は、明治・大正期の海軍軍人。

## 生涯
青森県下北郡田名部町出身。1903年東京高等商業学校（現一橋大学）本科卒業。1904年海軍少主計任官。
第十駆逐隊附海軍中主計、大湊要港部附海軍中主計、宗谷乗組海軍大主計等を経て、1913年海軍経理学校甲種学生教程卒業、海軍主計少監、叙従六位勲四等。
1918年軍事視察のためヨーロッパに出張した際、帰国のためリヴァプールから乗船した平野丸がUボートにより撃沈され戦死し、海軍主計中監に特進し、正六位勲三等旭日中綬章を追贈され、ロンドン日本人倶楽部で追悼会が開かれた。
ウェールズ地方ペンブルックシャー州アングルのセント・メリーズ教会に平野丸殉難者の墓碑が建てられたが、埋葬記録には「身元不明、男性、40歳前後」とあるのみで、山本が埋葬されているかは不明。